# Tomáš Skuhravý
Tomáš Skuhravý (Český Brod, Checoslovaquia; 7 de septiembre de 1965) es un exfutbolista checo. Fue jugador titular de las selecciones nacionales checoslovaca y checa de fútbol, respectivamente.
Su trayectoria se inició en 1982 en el Sparta Praga, equipo en el cual permaneció por siete años, jugando también en el Ruda Cheb. En verano de 1990, fue adquirido por el Génova (seis temporadas - cinco en la Serie A -, 163 presencias y 58 goles).
Se convirtió en el máximo goleador de la historia del rossoblù con sus 57 tantos en la Serie A. Finalizó su carrera en el Sporting Lisboa.
Disputó la Copa Mundial de Fútbol de 1990 con Checoslovaquia llegando con su selección hasta los cuartos de final, donde Skurhravy tuvo una actuación memorable anotó 5 goles en el torneo: 2 goles en la victoria 5-1 sobre Estados Unidos y un triplete en la victoria 4-1 sobre Costa Rica en octavos de final. También integró el plantel de República Checa en 1992. Totaliza para su país 49 presencias y 17 goles.
Actualmente, Skuhravý es colaborador técnico del Génova y comentarista del canal Sky Sport.

## Clubes
| Club               | País            | Años        |
| ------------------ | --------------- | ----------- |
| Sparta Praga       | Checoslovaquia  | 1982 - 1984 |
| FK Union Cheb      | Checoslovaquia  | 1984 - 1986 |
| Sparta Praga       | Checoslovaquia  | 1986 - 1990 |
| Genoa CFC          | Italia          | 1990 - 1995 |
| Sporting CP        | Portugal        | 1995 - 1996 |
| FK Viktoria Žižkov | República Checa | 1996 - 1997 |